# 庶妃西林覺羅氏
庶妃西林覺羅氏，奮杜哩哈斯祜之女， 清太祖努爾哈赤的姬侍，後世文獻稱庶妃。

## 生平
萬曆三十八年歸於太祖。辛亥年十二月二十四日（1612年）巳時，西林覺羅氏生努尔哈赤第十三子賴慕布。
西林覺羅氏在努尔哈赤妻妾中的地位不如同样被称为庶妃、生育儿子的鈕祜祿氏和兆佳氏等人。在天聰、崇德之際成書的《清太祖武皇帝實錄》中，其子賴慕布与费扬果未列入努爾哈赤儿子之列。可知在当时，賴慕布母子未被視作皇室成員。皇太極稱帝后的崇德三年八月初五日，首次為皇室子弟定封爵之製時，特別規定凡抱養他姓之子或未納入另室之女奴所生之子女都不得視作皇室成員。故现代学者杜家骥指“可見当时为皇家男性生子女的女奴婢，并不算男性之妾”。他推测西林覺羅氏和费扬果生母为努尔哈赤的女奴婢:37，是为婢妾。直至順治十八年，才規定把宗室未居另室妾婢所出之子載入宗室冊籍。
另外，清末林熙春所撰的《國朝掌故輯要》卷一稱「庶妃阿代氏生陽古代，生塔拜，生巴布泰，生巴布海，生頼慕布」。事實上，湯古代與塔拜的生母應為庶妃鈕祜祿氏，巴布泰與巴布海的生母應為庶妃嘉穆瑚覺羅氏，而賴慕布的生母應為庶妃西林覺羅氏。「庶妃阿代氏」此稱謂的實際來源尚不明確，且目前無法確定它是否為庶妃鈕祜祿氏、嘉穆瑚覺羅氏或西林覺羅氏中某一位庶妃的另一種姓氏寫法，有待未來進一步考證。